# Wish 143
Wish 143 ist ein britischer, tragikomischer Kurzfilm aus dem Jahr 2009. Der Film spielt in Leeds.

## Handlung
Der sechzehnjährige David ist an Krebs erkrankt. Eine Wohltätigkeitsorganisation bietet ihm an, ihm einen Wunsch zu erfüllen, dieser wäre Wunsch Nr. 143. Doch wünscht sich David etwas, was Schlagzeilen machen soll. Er hätte gern einmal Sex. Der Krankenhauspfarrer ist davon nicht begeistert und auch David kommt in Bedrängnis als eine wesentlich ältere Frau ihn im Krankenhaus aufsucht und ihm anbietet, seinen Wunsch zu erfüllen. 
Doch beinhaltet Davids Traum eine junge, blonde Frau namens Amy Ashton und der Sex solle möglichst in einem schwarzen, getunten VW Golf stattfinden. Der behandelnde Arzt hat unterdessen schlechte Nachrichten für David, sein Tumor ist gewachsen. Amy besucht David im Krankenhaus, teilt ihm aber mit nun einen Freund zu haben, außerdem übergibt sie ihm einen Brief. Als er den Brief lesend auf die Station zurückkehrt, sieht er das einer seiner Mitpatienten gestorben ist. Der Pfarrer lehnte die Idee ab, ihm ein Escortgirl zu buchen, so begibt sich David des Nachts auf den Straßenstrich. 
Die angesprochene Prostituierte glaubt nicht, dass er volljährig ist und schickt ihn rüde weg. David ist verzweifelt und schmeißt einen Stein in den Jaguar des kontrollierenden Zuhälters. Als der Pfarrer ihn von der Polizeistation abholt, will er ihm seine Sachen wiedergeben: sein Telefon und den Brief von Amy. Letzteren will David jedoch nicht mehr. Sein Vater liest ihn und erfährt so, dass Amy darüber nachgedacht hat, ihm seinen Wunsch zu erfüllen, es jedoch nicht könne.
Daraufhin bringt er David zu Maggie, einer Prostituierten. David und Maggie beginnen sich zu unterhalten, hauptsächlich über seine Krankheit, und er will nur noch in den Arm genommen werden und fängt zu weinen an.
Der Mann von der Wohltätigkeitsorganisation gibt ihm erneut die Chance, einen Wunsch erfüllt zu bekommen. Schließlich sieht man David und den Pfarrer beim Tontaubenschießen, diesmal mit Patronen und echten Scheiben, statt mit Kieseln und Pappschalen wie sonst im Krankenhauspark.

## Auszeichnungen und Preise
Bei der Oscarverleihung im Jahr 2011 war er in der Kategorie „Bester Kurzfilm“ nominiert. Er gewann jedoch in derselben Kategorie beim British Independent Film Festival 2010. Das Publikum des Palm Springs Shortfest kürte ihn 2010 ebenfalls zum besten Kurzfilm. Zudem gewann der Film im selben Jahr den Long Form Award des Rushes Soho Shorts Festival.